# Buhot
Buhot znana również jako Behot, Bohot, Bohoti, Buhoti oraz Bëhot – wieś położona w północnej części Albanii w gminie Rrapë. Wieś znajduje się 82 kilometrów od stolicy państwa, Tirany.

## Demografia
Według spisu ludności z 1989 roku we wsi Buhot mieszkało 318 mieszkańców.